# Soulvache

Localització de Soulvache

Soulvache  (en bretó Soulvac'h) és un municipi francès, situat a la regió de país del Loira, al departament de Loira Atlàntic, que històricament va formar part de la Bretanya. L'any 2006 tenia 394 habitants. Limita amb Fercé i Rougé a Loira Atlàntic, Teillay i Thourie a Ille i Vilaine.

## Demografia
| 1962                                       | 1968 | 1975 | 1982 | 1990 | 1999 |
| ------------------------------------------ | ---- | ---- | ---- | ---- | ---- |
| 530                                        | 582  | 502  | 430  | 402  | 402  |
| Des de 1962: població sense dobles comptes |      |      |      |      |      |

## Administració
| Període | Identitat    | Partit        |
| ------- | ------------ | ------------- |
| 2001-   | Michel Neveu | Divers gauche |